# Лили Алън
Лили Роуз Беатрис Алън (на английски: Lily Rose Beatrice Allen, 2 май 1985), позната като Лили Алън, е британска певица, известна с песни като „Smile“ (Усмивка) и „LDN“ (съкращение за Лондон).
Сингълът ѝ „Smile“ достига номер 1 на британската музикална класация за сингли през юли 2006 г. Стилът ѝ се определя като поп и ска. Издава албумите „Alright, Still“ (Все още добре) заедно със синглите „Smile“, „LDN“ и „Littlest Things“ и „It's Not Me, It's You“ със синглите „The Fear“ и „Not Fair“.

## Биография
Родена е на 2 май 1985 г. в Лондон. Дъщеря е на актьора и комедиант Кийт Алън и кинорежисьорката Алисън Оуен. Родителите ѝ се разделят, когато тя е на четири години. Вследствие на развода им Лили постоянно се мести. Между своята шеста и петнадесета годишнина тя посещава четиринадесет различни училища. Често я мъмрят и ѝ се карат. Накрая тя се озовава в интернат, който напуска на 15 години. Алън още от рано се среща със света на наркотиците. Според някои твърдения между 16 и 19 тя постоянно пуши канабис. По време на почивка на остров Ибиса Лили се запознава с музикалния агент Джордж Лам, който я свързва с продуцентите от „Фючър Кът“ (Future Cut). След като те прочитат нейните текстове, създават на тяхна основа няколко песни. Алън изпраща свои демота на различни музикални продуценти и компании. Накрая получава договор в края на 2005 г. с „Regal Records“ (Parlophone/EMI).
Макар че първият и сингъл „Smile“ е сред най-добре продаваните във Великобритания и че албумът „Alright, Still“ има не по-малък успех, Лили не получава никакви награди на Brit-Awards през 2007 (в четири номинации: певица, албум, песен и новопоявил се изпълнител). Лили Алън участва също в албума „Rubebox“ на Роби Уилямс като бекграунд певица. Работи съвестно и с Ману Чао и Комон – американски рапър.
През февруари 2008 г. се разделя с приятеля си Ед Саймънс (от Кемикал Брадърс). От февруари същата година Лили води ток шоуто Лили Алън и приятели (Lily Allen and Friends).
Албумът ѝ „It's Not Me, It's You“, появил се на 6 февруари 2009 г., включва песента „The Fear“. Сингълът се продава още от 5 декември 2008 г. в различни доунлоуд версии. Друг сингъл от албума е „Not Fair“, който излиза на 8 май 2009 г.

## Дискография

### Албуми
| 2006 | Alright, Still        | –  | 2 | 20 |
| 2009 | It's Not Me, It's You | 17 | 1 | 5  |
| 2014 | Sheezus               | -  | 1 | 12 |

### Сингли
| 2006 | Smile                  | Alright, Still        | 67 | 1   | 49 |
| 2006 | LDN                    | Alright, Still        | –  | 6   | –  |
| 2007 | Littlest Things        | Alright, Still        | –  | 21  | –  |
| 2007 | Alfie                  | Alright, Still        | –  | 15  | –  |
| 2007 | Shame for You          | Alright, Still        | -  | 15  | -  |
| 2008 | The Fear               | It's Not Me, It's You | 12 | 1   | 80 |
| 2009 | Not Fair               | It's Not Me, It's You | 12 | 5   | –  |
| 2009 | Fuck You               | It's Not Me, It's You | 49 | 104 | 68 |
| 2009 | 22                     | It's Not Me, It's You | 85 | 14  | –  |
| 2009 | Who'd Have Known       | It's Not Me, It's You | -  | 39  | -  |
| 2013 | Somewhere Only We Know | Sheezus               | –  | 1   | –  |
| 2013 | Hard out Here          | Sheezus               | 9  | 2   | –  |
| 2014 | Air Balloon            | Sheezus               | 7  | 40  | -  |
| 2014 | Our Time               | Sheezus               | -  | 43  | –  |
| 2014 | Badman                 | Sheezus               | -  | 93  | -  |
| 2014 | As Long as I Got You   | Sheezus               | -  | -   | -  |